# 秋田県道52号比内田代線
秋田県道52号比内田代線（あきたけんどう52ごう ひないたしろせん）は、秋田県大館市を通る県道（主要地方道）である。

## 概要
秋田県大館市の郊外を通る国道103号（＝重複国道104号）大館南バイパスのさらに南側を通る。
国道285号扇田交差点を起点とし、西へ直進しJR東日本 花輪線の扇田駅前を通過する。大館市出川で秋田自動車道（二井田真中IC）に接続したあと、板沢から北上して米代川を渡り国道7号・川口交差点に至る。川口交差点から終点・田代大橋東交差点までは国道7号との重複区間である。
扇田交差点（起点）から馬喰町交差点までの間は、国道103号大館バイパスが開通するまでは旧国道103号区間だった。

### 路線データ
- 総延長 : 13.296 km[2]
- 実延長 : 11.789 km[2]
- 起点 : 秋田県大館市比内町扇田字伊勢堂岱90番2地先（国道285号交点、扇田交差点）[3]
- 終点 : 秋田県大館市岩瀬字ウド坂15番1地先（国道7号・秋田県道68号白沢田代線交点、田代大橋東交差点）[3]
- 未供用区間 : なし[2]

## 歴史
- 1959年（昭和34年）2月17日 - 比内田代線（整理番号26）として秋田県道に認定される[3][4]。
- 1982年（昭和57年）4月1日 - 国道285号の終点が北秋田郡鷹巣町（現・北秋田市）から鹿角市に変更になる[5]。
- 1983年（昭和58年）9月 - 国道103号の大館バイパスが供用を開始し、扇田交差点から馬喰町交差点までが当県道に編入。国道285号と接続する。
- 1993年（平成5年）5月11日 - 建設省から、県道比内田代線が比内田代線として主要地方道に指定される[6]。
- 2011年（平成23年）12月17日 - 二井田真中IC（大館西道路側）が供用開始。

## 路線状況

### 別名
- 鹿角街道

### バイパス
- 板沢バイパス

### 重複区間
- 秋田県道102号大館鷹巣線（大館市赤石 - 大館市板沢字愛宕下522番地先[7]）、2.2 km[2]
- 国道7号（大館市川口字家下・川口交差点 - 大館市岩瀬字ウド坂・田代大橋東交差点、終点）、1.5km[2]

### 冬期閉鎖区間
- なし[8]

### 交通不能区間
- なし[9]

### 道路施設
- 道の駅ひない（起点から国道285号経由）

## 地理

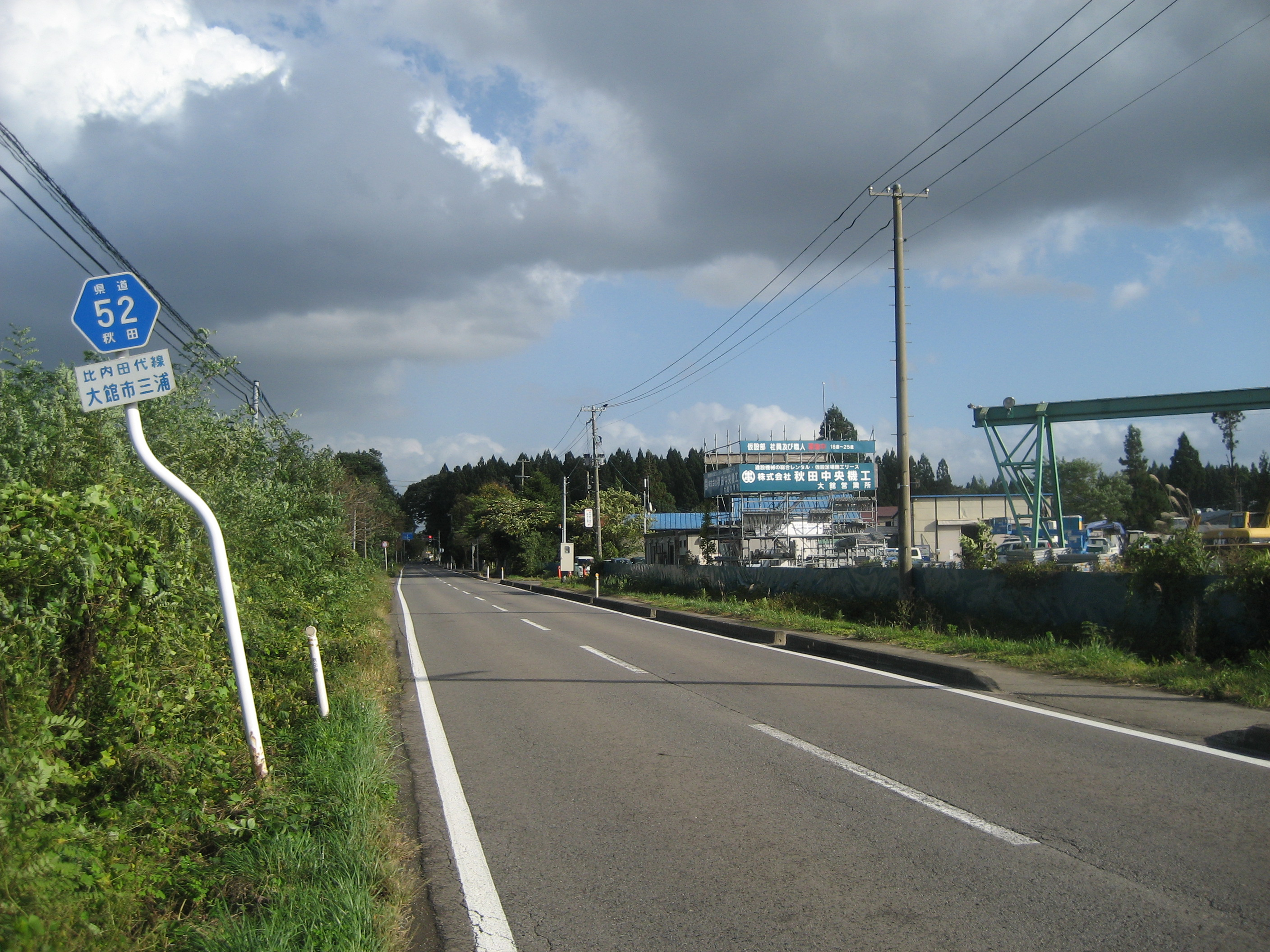
大館市三浦付近

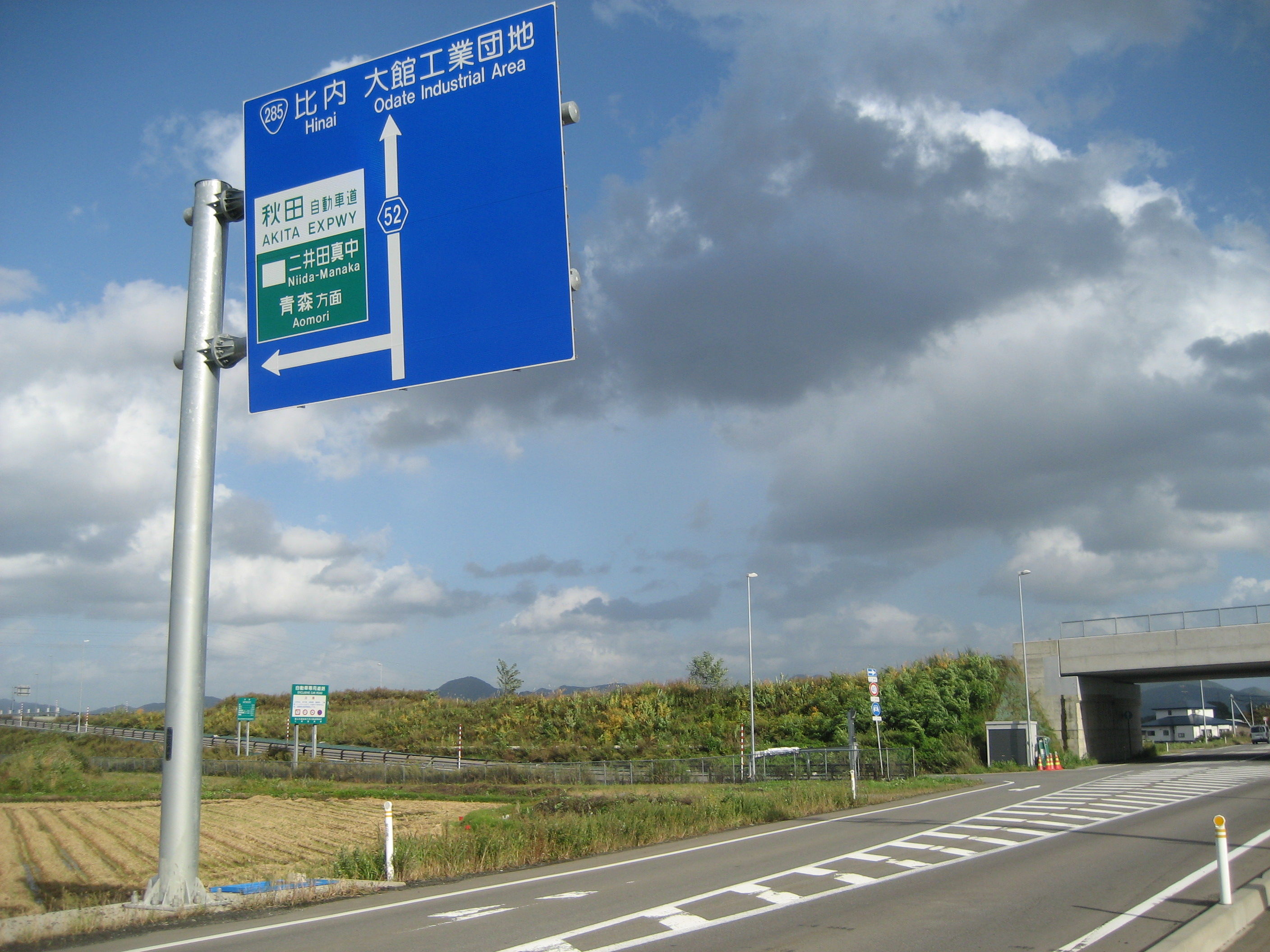
二井田真中IC付近

### 交差する道路
| 施設名           | 接続路線名                                           | 備考                                | 所在地                                                               |
| ---------------- | ---------------------------------------------------- | ----------------------------------- | -------------------------------------------------------------------- |
| 扇田交差点       | 国道285号                                            | 起点                                | 大館市比内町扇田字伊勢堂岱                                           |
|                  | 秋田県道135号扇田停車場線                            | 県道135号終点                       | 大館市比内町扇田字中島本道端北緯40度13分51.79秒 東経140度34分27.55秒 |
|                  | 比内山麓広域農道                                     |                                     | 大館市二井田字小石台北緯40度14分50.36秒 東経140度31分42秒            |
| 二井田真中IC     | E7 秋田自動車道 （国道7号・大館西道路/鷹巣大館道路） | 鷹巣大館道路・終点 大館西道路・起点 | 大館市櫃崎字出川道上北緯40度15分1.5秒 東経140度30分57.93秒           |
| 赤石交差点       | 秋田県道102号大館鷹巣線                              |                                     | 大館市赤石北緯40度15分12.67秒 東経140度30分12.16秒                   |
|                  | 秋田県道102号大館鷹巣線                              |                                     | 大館市板沢字愛宕下北緯40度15分51.9秒 東経140度29分4.1秒              |
|                  | 〈米代川〉                                           |                                     | 大館市板沢                                                           |
| 川口交差点       | 国道7号                                              |                                     | 大館市川口字家下北緯40度16分36.86秒 東経140度29分2秒                 |
| 田代大橋東交差点 | 国道7号 秋田県道68号白沢田代線                       | 終点 県道68号終点                   | 大館市岩瀬字ウド坂                                                   |

### 沿線の施設
- 大館市立扇田病院（起点から市道経由）
- 比内郵便局
- 秋田銀行比内支店
- いとく比内店
- 北都銀行扇田支店
- JR東日本花輪線 扇田駅
- 達子森
- 工業団地（大館市二井田）[10]
  - 大館工業団地
  - 二井田工業団地
  - 大館第二工業団地
- 大館市立南中学校
- 米代川